# Ögonlock

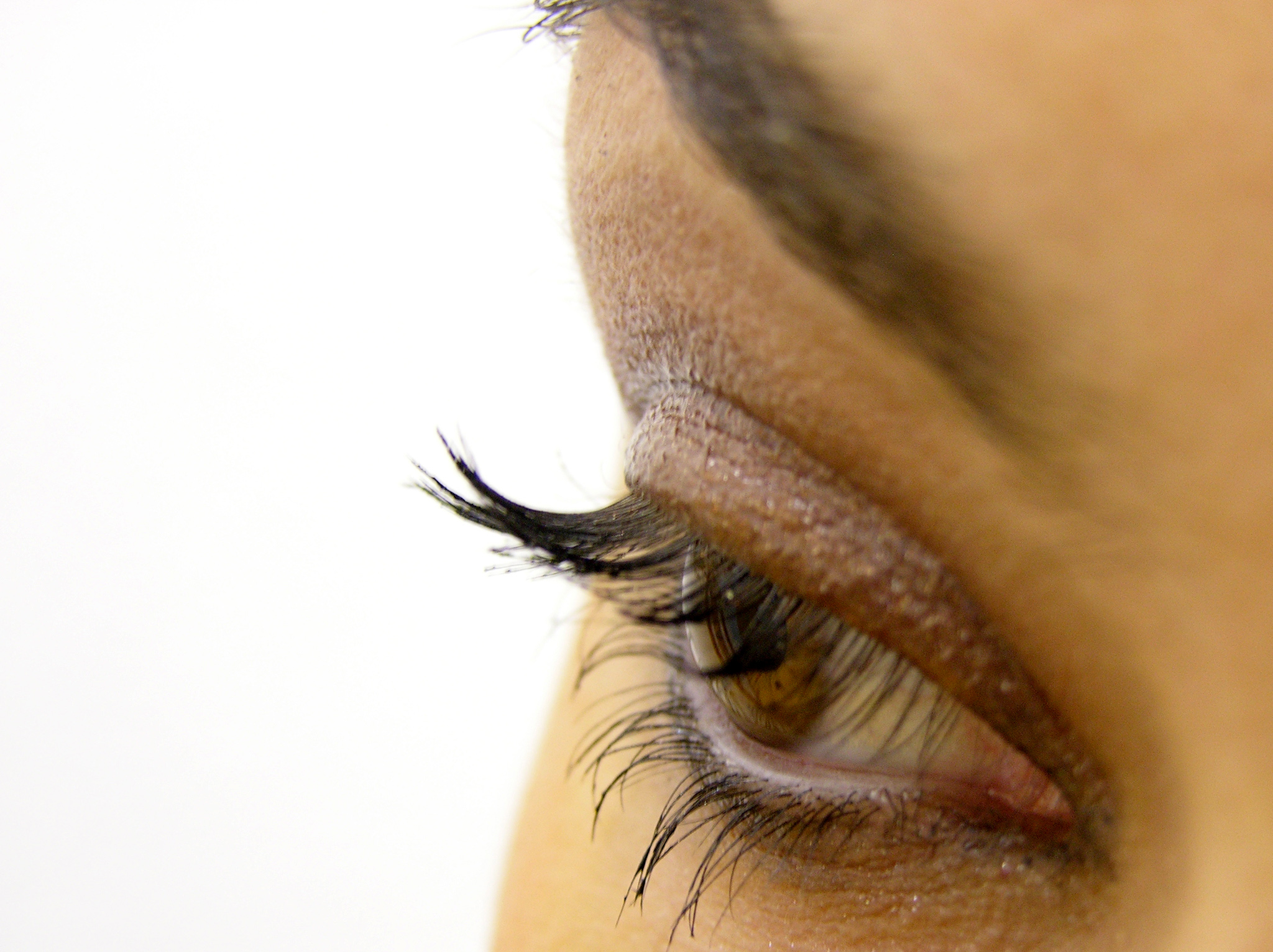
Ögonlock, halvt slutet

Ögonlock är hud- och slemhinneveck som kan slutas framför ögonen. En människa har två ögonlock per öga, ett ovanför och ett under ögat. Ögonlockens viktigaste uppgift är att skydda ögonen mot smuts och att återfukta ögonen, samt att skapa mörker åt ögonen när vi sover. För att skydda ögat så har ögonlocken en blinkreflex som blinkar var 3:e-7:e sekund, eller när något far emot ögat. När man blinkar så skyddas inte bara ögat, utan ett oljigt sekret sprids ut över ögat som fuktar och skyddar ögat. 
Hos andra djurarter så finns det andra delar som uppfyller ögonlockets funktion. Ett exempel på detta är Blinkhinna, som har samma funktion som ögonlocket. Blinkhinnan finns hos hajar, fåglar, och vissa reptiler, och blinkar horisontellt över ögat. 

## Sjukdomar
En sjukdom kopplad till ögonlocken är hängande ögonlock eller ptos, som oftast beror på att senan till den muskel som lyfter ögonlocket töjts ut, medan själva muskeln brukar fungera bra. Åkomman kan åtgärdas med ett mindre kirurgiskt ingrepp i lokalbedövning, och man kan gå hem efter operationen. Ett annat exempel på sjukdom är blefarit (ögonlocksinflammation). Ett tredje exempel är xantelasma. Avsaknad av ögonlock benämns ablefari.